# Iobitridol
Iobitrol é um meio de contraste uroangiográfico. É hidrossolúvel, de baixa osmolaridade e não-iônico. É comercializado sob o nome comercial Xenetix.